# دیدگاه مسیحیان در مورد ازدواج

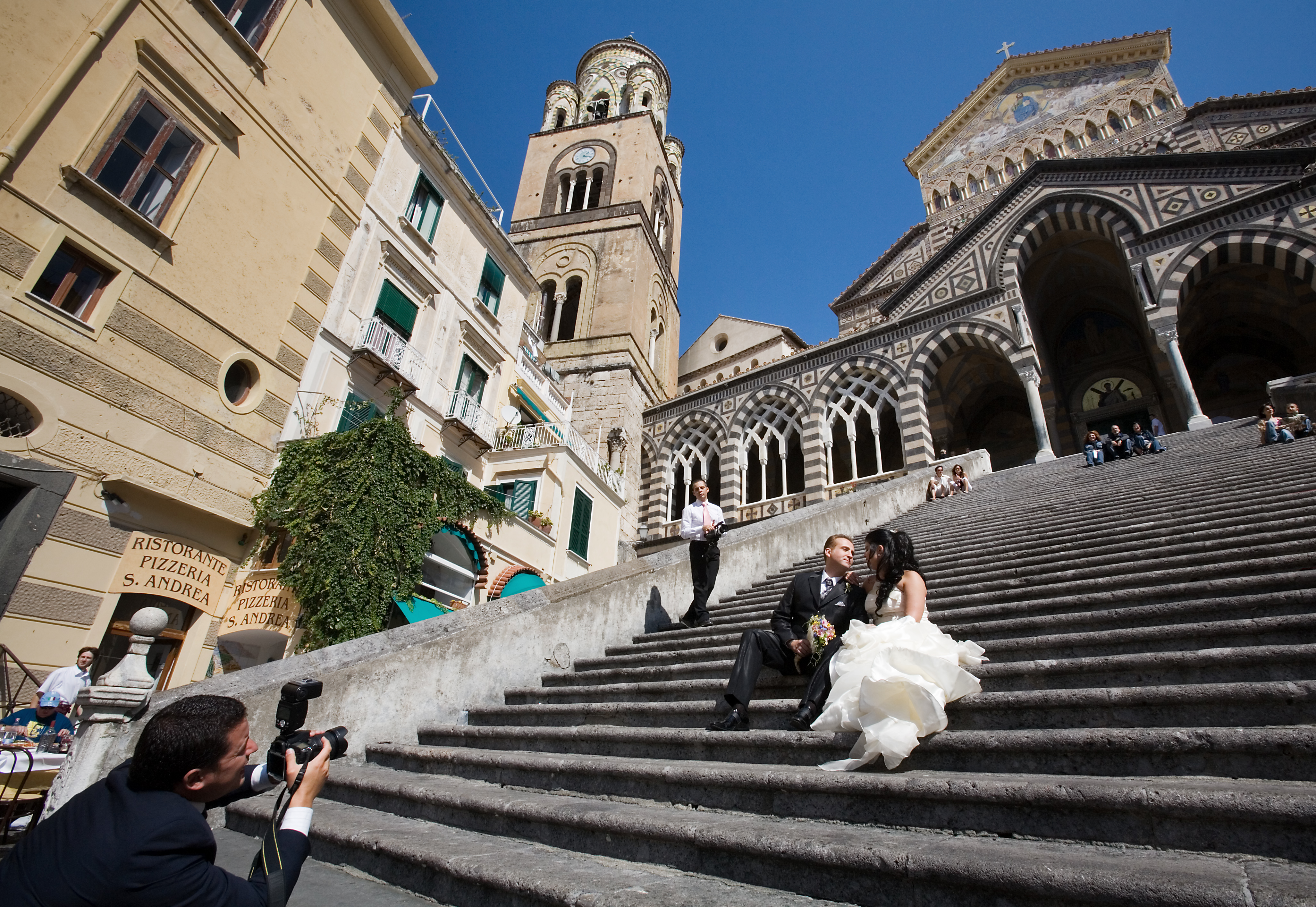
یک عروس و داماد مسیحی

دیدگاه مسیحیان در مورد ازدواج (انگلیسی: Christian views on marriage) از اولین روزهای ایمان مسیحیت، مسیحیان ازدواج مقدس را گرامی می‌داشتند. به عنوان پیوندی با برکت الهی، مادام العمر، تک‌همسری بین یک مرد و یک زن. بر اساس کتاب نمازنامه عام (۱۹۷۹) که منعکس کننده این دیدگاه سنتی است، ازدواج مسیحی یک عهد رسمی و عمومی بین زن و مرد در پیشگاه خداوند است.

## تاریخچه
برای یهودیت خاخام اولیه، آداب و رسوم متمایز زناشویی حاکی از تداوم «اسرائیل واحد» بود که در اعماق گذشته کتاب مقدس امتداد یافته است. به روشی مشابه، ازدواج، به عنوان کانال مشروع تمایلات جنسی انسان، به جایگاه مهمی در توسعه اندیشه مسیحی تبدیل شد. با این حال، درک مشخصاً مسیحی از ارتباط زناشویی، به‌طور بنیادی از بیشتر سنت‌های یونانی-رومی (دین رومی)، زرتشتی و یهودی (و البته با سنت‌های اسلامی بعدی) فاصله گرفت. اکثر رژیم‌های زناشویی و نظام‌های اخلاق جنسی باستانی حول ضرورت تولید مثل سازماندهی شده بودند و ارزش زیادی برای آن قائل بودند. از سوی دیگر، اساساً تمام سنت‌های مسیحی، پرهیز جنسی را به عنوان عالی‌ترین و پرهیزگارترین شیوه زندگی در دنیای مادی در انتظار کمال در جهان بعدی می‌دانستند. فایده ازدواج و اهداف تولید مثلی آن حداقل نامشخص و کاملاً زائد بود؛ بنابراین، یک الهیات و اخلاق جنسی که ریشه در ارزش‌بخشی به خویشتن‌داری داشت، به بخشی جدایی‌ناپذیر از اندیشه مسیحی در اواخر دوران باستان و دنیای مدیترانه در قرون وسطی تبدیل شد. با این حال، با اعمال و تنظیم ازدواج به‌عنوان یک نهاد اجتماعی در نظم‌های حقوقی امپراتوری اواخر باستان، تنش‌های مشخصی ادامه یافت. این تصور که عضویت در میان مؤمنان مسیحی مستلزم انجام عمل جنسی پاکیزه است، نهایتاً در آموزه‌های رساله‌های پولس ریشه داشت. نامه پولس «تأیید گذرا از خویشتن‌داری به‌عنوان یک حالت بهینه» را ارائه می‌دهد، اما بعدها در مورد نسل بعدی مسیحی‌ها به موضوع فکری نسل بعدی مسیحی پرداختند.
انصراف جنسی یا تبتل به عنوان شغل مناسب راهبان و روحانیون عالی‌رتبه در تصور مسیحی حفظ شد. با این حال گروه دیگری هم بودند و اکثریت قریب به اتفاق مسیحیان، خانه‌داران معمولی که رابطه جنسی داشتند و بچه‌دار می‌شدند. کتاب مقدس حداقل جایی برای گروه دوم در کیهان‌شناسی مسیحی ایجاد کرده است. سفر پیدایش ۱:۲۸ به انسان‌ها دستور می‌دهد که بارور و تکثیر شوند. همان‌طور که مسیحیت از یک جنبش حاشیه‌ای به دین مسلط امپراتوری روم و فراتر از آن تبدیل شد، برای متفکران مسیحی بیش از پیش ضروری شد که این آموزه‌ها را بسط دهند و مفاهیمی را از عمل جنسی در ازدواج بیان کنند که اگر به اندازه «خودداری کامل» نباشد، حداقل معیار قابل قبولی از عفت برای مؤمنان روزمره باشد. در اواخر مدیترانه شرقی باستانی، آموزه‌های مسیحی در مورد تمایلات جنسی پاکدامن حول سه اصل جمع می‌شد:
1. پیوند ناگسستنی زناشویی، ممنوعیت طلاق
2. غیرقانونی بودن فعالیت جنسی خارج از ازدواج به شیوه تک‌همسری
3. هدف زاینده جنسی در ازدواج.

آموزش عیسی علیه طلاق، «آنچه را که خدا به هم پیوسته است، هیچ‌کس از هم جدا نکند» (متی ۱۹: ۶، مرقس ۱۰: ۸–۹) مورد توجه قرار گرفت. بینش پولس نیز به همان اندازه قابل توجه بود که با توجه به نهاد الهی مجردی جسم، هر رابطه جنسی خارج از پیوند زناشویی تک‌همسری، زنا (پورنیا)، ذاتاً آلوده و ناپاک بود (اول قرنتیان ۷). در نهایت، الهیات مسیحیت باستانی متأخر تمایلات جنسی عفیف و زناشویی تعریف کردند. در قرن‌ها قبل از تبدیل شدن مسیحیت به دین رسمی امپراتوری روم، آنها یک انحراف رادیکال از فرهنگ جنسی یونانی-رومی بودند که در آن طلاق ازدواج و خانواده بین دین و امپراتوری در اواخر دوران باستان نسبتاً ساده بود و رابطه خارج از ازدواج (با برده و فاحشه) برای مردان کاملاً قابل قبول بود. محدود کردن فعالیت جنسی مشروع به پیوند زناشویی تک‌همسری، ناگسستنی و زاینده، یک نوآوری بزرگ بود.